# 일등당첨
《일등당첨》은 미티가 월요일에 연재하는 네이버 웹툰이다. 2015년 9월 6일에 완결되었다.

## 등장 인물
- 최대복

고등학생. 학교다니기 싫어서 학교를 그만두고 삼촌이 운영하는 도박장에 눌러앉아있다가 우연히 습득한 로또복권이 1등에 당첨되었다. 하지만 최대복은 미성년자라서 당첨금을 찾을 수 없게 되었고 그래서 처음에는 삼촌에게 부탁했으나 삼촌이 당첨금을 자신 혼자 차지하려 하자 싸움이 붙었다. 이 때문에 삼촌과는 의절하고 말았다. 이후 경호원을 구하려고 동분서주하고 있다. 이후 불량배들에게 걸린 상황에서 거지인 용태에게 구조된다. 이것을 계기로 용태를 경호원으로 고용하였다. 하지만 돈의 검은 이면을 알게되자 남은돈을 갑부에게 돌려주며 돈보다 소중한것을 깨닫게된다. 성인이 되어 정시연, 오기락, 용태와 일식집을 개업한다.
- 정시연

고등학생. 최대복과 같은 학교다. 최대복의 애인
- 신갑부

고등학생. 최대복과 같은 학교다. 돈 많은 집에 사는 재수덩어리다. 자신의 아버지가 회사에서 부도위기가 나는 상태를 모르고 있다.
- 오기락

최대복의 삼촌이며, 최대복의 엄마인 박미옥을 사랑했었다. 현재는 불법도박장을 운영하고 있다. 최대복이 로또복권 1등에 당첨되자 당첨자 대역을 부탁받지만 당첨금을 먹튀하려고 하는 바람에 실패했으며 이 때문에 조카인 최대복과 의절했다. 계작두에 의해 죽을뻔 했으나, 화륜이 구해줬다. 이후 검찰에 구속된 후 석방되었다.
- 박미옥

최대복의 엄마. 작두에 의해 대복이 7살이 되던해 가정을 버리고 계작두와 결혼했으나, 결국 몇년 만에 이혼하였다. 작두의 돈을 훔쳐 달아나다 몸을 심하게 훼손당하고 계작두에 의해 차량에 태워져 폭발시켜 죽게하려고 시도하지만, 화륜에 의해 구사일생으로 살아남는다. 미옥은 심각한 부상을 입었다. 작두에게 납치되어 창고에 갇히게 되고, 용태와 대복이가 구해주던 도중 끝내 탈출하지 못하고 죽음을 맞이한다.
- 박보형

동네 바보. 원래 최대복이 사는 동네에서 계란빵장사로 근근히 연명하고 있었다. 하지만 최대복이 복권에 당첨되자 최대복이 미성년자인 관계로 최대복이 습득한 복권의 당첨자 대역을 하였으며 이후 최대복이 구매한 초호화 타워팰리스에서 최대복과 둘이서 살게 된다. 20살이지만 금치산자이다. 사실 대복이 친엄마와 양모가 같다. 양모와 함께 몰락한 대복이의 인생의 치유사를 자처한다. 또한 계작두와 박미옥이 입양한 외아들이지만, 작두에 의해 바보가 되어 현재 전개상에서는 박미옥의 부탁으로 최대복을 간간히 돌봐주고 있다. 작두의 유산을 물려받은 후 수익금의 절반을 나누어주는 활동을 하고있다.
- 계작두

한때 오기락의 부하직원 이었다. 대박복권 1등에 당첨되어 400억을 수령하였으며, 이로 오기락의 조직을 나와 엄청난 부자가 되어 오기락을 죽이려고 시도하였다. 박미옥과 박보형에게 심한 피해를 입힌 주범. 허름한 창고에서 박미옥과 사망한다. 재산은 호족상 아들인 보형이에게 상속 되었다.
- 화륜

계작두의 부하직원. 10년전부터 계작두 밑에서 일했으며, 박미옥을 구해주다 차량 폭발로 머리에 심각한 화상을 입었다. 또 오기락을 구해주기도 하였다. 화륜은 돈보다는 목숨을 중요시한다. 이 웹툰에서 용태와 나란히 순위에 오를정도로 싸움을 잘한다. 화륜역시 작두를 배신했다가 총에 맞아 사망한다.
- 신세기

신갑부의 아버지. 잘 나가고 있던 자신의 회사 '뉴토피아'가 몇백억의 거액에 의해 부도위기에 몰린 상태이다. 자신이 시킨 회사부하직원인 한부장에게 복권을 사오라 해서 자신이 말해주던 번호로 사오라고 했다. 그런데 태풍의 영향때문에 바람에 날아가 버리고 현재 그 복권을 찾기위해 고군분투하고 있다. 한부장이 자기의 회사를 먹으려 하는 걸 눈치채고 그에게 복수한다.
- 용태

패스트푸드 점에서 다른 손님들이 먹다 남긴 음식을 구걸해먹으며 사는 거지. 그냥 착하기만 한 박보형은 아직 포장도 뜯지 않은 햄버거를 이 거지에게 선물로 준다. 이후 최대복과 박보형이 일진들에 걸려서 매를 맞고 있었는데 햄버거를 얻어먹은 값을 하느라 이 일진들을 전부 쓰러뜨리고 최대복과 박보형을 구출했다. 사실 엄청난 싸움실력을 갖고 있으며 특히 동작은 눈에 보이지 않을 정도로 빠르다. 용태에게는 가족이 있으나, 현재 가족은 사망한 것으로 추정된다.
- 한심영

뉴토피아 건설 본부장. 대복이의 일등당첨 사실을 알고있다. 계작두와 대복이를 죽이려고 하고 있으며, 현재는 서로를 겨누고 라이벌로 인식하고 있다. 신세기를 밀어내고 뉴토피아 건설을 차지하려고 하고있다. 그러나 검찰에 구속되었다.
- 최민배

최대복의 아버지로 도박에 심하게 중독되었고 도박으로 인해 거액의 빚이 있다. 이 때문에 최대복의 어머니는 최대복이 7살 때 가출하여 아직까지 돌아오지 않는다. 이후 신세기의 복권을 주운 최대복이 당첨금을 수령할 수 없다는 사실을 알고 대신 당첨금을 수령해 줄 어른을 찾는다. 최대복은 아버지를 의심하고 오기락한테 부탁한다. 대복이를 버린 상태이다. 그 뒤 21화에서 오기락의 부하들에게 납치당했다. 대복이도 아빠를 버린 듯하다. 그리고 신갑부가 대복이의 정보를 알려줘서 최대복을 찾아갔다가, 실망한 최대복의 말을 듣고 뺨을 때리려고 하다가 용태에게 제압된다. 그러나 그 이후에 1등 당첨이라도 되었느냐고 하면서 신경을 건드리나 최대복한테 버림받는다. 이후 행적은 불명.
- 서예술

노란 금발 머리에 상당히 날씬한 몸매를 가진 아이돌 연습생. 신갑부와 친하며 신갑부를 도와 정시연과 최대복의 친구들을 이간질하고 있다. 진한 화장을 하고 노출도가 높은 옷을 입고 과도한 스퀸쉽을 하며 최대복을 유혹하지만, 이미 최대복은 정시연을 좋아하고 있기 때문에 유혹에 넘어가지 않았다. 그리고 최대복이 용태에게 위기감을 느낀다고 하니까 용태가 마스크를 쓰고 척추를 접어버리겠다고 하지 최대복은 당황한다. 이후 최대복에 대해 정보를 알아냈고 신갑부와 최대복의 집을 털지만 신갑부와 같이 납치당한다. 손가락이 잘릴 뻔한 신갑부와는 달리 아무런 상처도 입지 않았지만 기겁하고 최대복을 괴롭히는 것을 포기한다. 이후 행적은 불명.
- 멧돼지[1]

꽁지머리를 하고 있으며, 화륜과 마찬가지로 계작두 밑에서 일하는 조선족이다. 계작두의 오른팔로써 용태나 오기락보다는 살짝 약하지만 그렇다고 털리지도 않는 강력한 전투력을 가지고 있기도 하고 신갑부를 협박하며 손가락을 손톱깎이로 깎는 고문을 하는 등 은근히 활약이 많다. 과거 시점에도 계작두를 도와 악행을 계속하였다. 여담으로 왼쪽 귀가 약간 잘렸는데, 이는 최대복 엄마가 귀를 물어뜯어서라고 밝혀진다. 그리고 67화에서 다른 적들을 다 정리하고 계작두의 방 앞까지 올라온 오기락하고 싸운다. 그러나 오기락이 계작두의 방에 기어이 나타난 것을 보면 결국 오기락에게 패배하고 쓰러진 듯하고, 이후 행적은 불명이다.
- 장힘찬

학교 일진. 18화에서 최대복이 자신의 친구를 건드렸다는 이유로 부하들에게 최대복을 패라고 시키지만 20화에서 부하들은 갑자기 나타난 용태에게 제압된다. 신갑부와 친하다. 21화부터는 최대복의 뒷조사를 한다. 23화에서는 오기락과 한심영이 용태에게 털리는 걸 보고 도망가려고 하지만 자신이 쓰러질 것을 두려워 탈진 상태인 용태한테 덤비나 결국 중상을 입는다. 그 이후로는 최대복한테 기겁해 다른 친구들에게 최대복을 건드리지 말라고 경고하고 전학을 간다. 이후 행적은 불명.
- 선생님

최대복의 담임. 차별이 매우 심한 교사다. 그래서 가난하고 그 때문에 공부 못하는 최대복을 무시하자 격분한 최대복은 학교를 그만둔다. 이후 최대복이 부자로 다시 등교하자, 차별 교사답게 환대한다. 그러나 최대복은 자신을 무시한 걸 용서하지 못하는지 교육부에 신고한다고 해 해임당한 듯하다. 이후 행적은 불명.
- 편의점 알바

편의점의 알바생. 36살이다. 최대복이 복권 역대 최다 금액이 적립되었음을 알고 복권을 사려고 하나 미성년자는 복권을 구할 수 없다고 말한다. 본인도 5년 전부터 계속 복권을 구매했으나 그 5년 동안 5등 1번 당첨된 게 다라는 자신의 신세를 한탄한다. 그 뒤 5화에서도 등장한다. 이후 행적은 불명.
- 휴대폰 판매원

휴대 전화 가게의 판매원이다. 최대복을 부자로 오해해 휴대폰을 구경시켜주나 최대복이 실수로 휴대폰을 박살내고 최대복과 말싸움을 한다. 그러던 중 격분한 최대복이 모든 휴대폰을 박살낸다. 10화에서도 등장한다. 이후 행적은 불명.
- 도박장 종업원

오기락이 운영하던 도박장의 여종업원으로 대학생이다. 학비를 벌기 위해 휴학한 것으로 보아 최대복처럼 집안 경제는 어려운 듯하다. 최대복과 약간 친한 듯하다. 이후 행적은 불명.
- 피자 가게 사장

최대복이 알바를 하던 피자 가게의 사장. 잔소리가 심하다. 이후 행적은 불명.
- 어상

불량배. PC방에서 담배를 핀다고 최대복의 친구들을 겁탈하려고 하자 최대복과 싸우게 됐고 코뼈가 부러지는 중상을 입는다. 이후 즉석 음식점에서 햄버거를 먹는 최대복에게 앙갚음을 하러 가나 곧 용태에게 제압당한다. 이후 행적은 불명.
- 할머니

폐지를 줍는 할머니. 역시 독자들한테서 많이 언급되었으나 조연이 될 확률은 거의 없어 보인다. 이후 행적은 불명.
- 월셋집 주인 아줌마

최대복이 이사한 월셋집의 주인. 월세를 미루면 짜증내고 분노한다. 그런데 용태의 몸을 보고 반한다거나 미용시킨 개를 가지고 다니기도 한다. 그러던 도중 서예술의 고모였다는 게 밝혀졌고, 남자 같은 머리 스타일과 체형으로 남자인 줄 아는 사람이 된다. 최대복네 일당이 호텔로 가 버린 이후의 행적은 불명.
- 박원장

신세기와 젊었을 때부터 친구였다는 의사이다. 신갑부에게 돈에 너무 집착하지 말라고 이것저것 조언해준다. 나중에 밝혀진 바로는 신세기와 함께 신세기의 병을 조작했다고 한다.
- 강 반장

직업은 형사이나 계작두한테 돈을 받고 사건을 은폐하거나 하는 비겁하고도 비열한 형사. 박미옥 사건 담당자였으나 일 처리를 제대로 못해 박미옥이 살아있음이 추후 밝혀진 후 계작두한테 모욕을 듣는다. 그러나 나름 권력은 있는지 계작두도 크게 어찌하지는 못한다. 나중에는 한심영에게 계작두의 위치를 묻는데 계작두가 잡히면 자신의 신상도 위험하기 때문이다. 오기락이 체포된 이후 종적을 감추었다. 이후 본래 직업을 관두고 계작두에게 돈을 받고 협력하며 계작두의 돈을 노리려고 했지만 계작두는 그것을 눈치챈 탓에 총을 쏘아 보고 싶다고 한 계작두에게 자기가 쏘던 총을 주고 질문에 방심한 틈에 계작두에게 옆구리에 총을 맞아 낙사한다.
- 초밥집 어느 손님

초밥에 와사비가 들었다고 하며 다른 블로거들에게 알리겠다고 정시연에게 협박하다가 그걸 듣고 나온 용태와 용태의 부름을 받고 나온 오기락이사과를 하자 울면서 뛰쳐 나간다.